# قهرمانان (فیلم ۱۹۷۷)
قهرمانان (به انگلیسی: Heroes) فیلمی محصول سال ۱۹۷۷ و به کارگردانی جرمی کاگان است. در این فیلم بازیگرانی همچون هنری وینکلر، سالی فیلد، هریسون فورد، وال آوری، اولیویا کول، دنیس بارکلی، تونی بارتون ایفای نقش کرده‌اند.